# Marino Santa María
Marino Santa María (Buenos Aires, 26 de septiembre de 1949) es un artista argentino. Fue distinguido como Personaje Destacado de la Cultura por sus obras en el pasaje Lanín, donde se encuentra su casa natal y desarrolló parte de su arte, sus obras en estaciones de subte y otras obras que desarrolló en la Bombonera.
Fue rector de la ENBAPP y durante su gestión de creó la carrera de Profesor Nacional de Dibujo.
En 2022 recibió un Premio Konex por su labor artístico en el espacio público.